# Gottfried Thomasius (Mediziner)

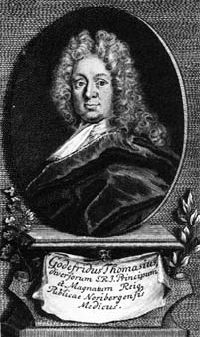
Gottfried Thomasius. Kupferstich, 1712

Gottfried Thomasius von Troschenreuth und Wiedersberg, auch: Thomae, (* 24. März 1660 in Leipzig; † 10. Mai 1746 in Nürnberg) war ein deutscher Mediziner und Senior des 1731 gegründeten Nürnberger ärztlichen Kollegiums.

## Leben
Gottfried Thomasius war ein Sohn des sächsischen Pädagogen, Philologen und Philosophen Jakob Thomasius und dessen erster Frau Maria (geb. Weber; * 12. Januar 1636 in Leipzig; † 20. April 1663 ebenda). Im Elternhaus hatte er durch seinen Vater und ausgesuchte Privatlehrer die erste Anleitung für seine Bildung erhalten. Zudem besuchter er die Thomas- und Nikolaischule seiner Geburtsstadt. Bereits mit vierzehn Jahren frequentierte er die philosophischen Vorlesungen von Thomas Ittig, Valentin Alberti, Otto Mencke, Joachim Feller und Adam Rechenberg an der Universität Leipzig. Im Wintersemester 1681 erwarb er sich den akademischen Grad eines Magisters der Philosophie und wurde Assessor an der philosophischen Fakultät. Im Anschluss seiner philosophischen Studien widmete er sich den medizinischen Wissenschaften, wozu er von Paul Ammann, Johannes Bohn, Michael Ernst Ettmüller, Gottfried Welsch und Michael Heinrich Horn angeleitet wurde. 1684 unternahm er eine Bildungsreise die ihn über Halle (Saale), Hamburg, in die Niederlande und nach England führte. Dabei stellte er den Kontakt zu den großen medizinischen Gelehrten seiner Zeit her und baute sich eine umfangreiche Literatursammlung auf. Der Tod seines Vaters nötigte ihn nach Sachsen zurückzukehren. Sein Bruder Christian Thomasius nahm ihn bei sich in Halle auf, wo er die auf seiner Bildungsreise gesammelten Informationen aufbereitete. Einige Zeit später zog er nach Dresden und ging von dort aus am 27. Mai 1689 an die Universität Wittenberg. In Wittenberg verteidigte unter Johann Gottfried von Berger am 11. September 1689 seine Inauguraldissertation De Animi Deliqviis und wurde damit Lizenziat der Medizin. Anderthalb Jahre später promovierte er 15. Januar 1691 dort zum Doktor der Medizin.
1691 wurde er Bürger der Stadt Nürnberg und wirkte hier als Arzt und später auch als Senior des 1731 gegründeten Nürnberger ärztlichen Kollegiums. Er war Bibliophiler und besaß eine umfangreiche und wertvolle Bibliothek, über die Georg Wolfgang Panzer einen dreibändigen lateinischen Katalog mit 27.251 Nummern verfasste.
Thomasius verheiratete sich am 12. August 1691 in Nürnberg mit Clara Helena Volkamer († 1734), die Tochter von Johann Georg Volkamer der Ältere. Aus der Ehe stammen vier Kinder, wovon die Tochter Maria Regina Thomasius (* 6. Februar 1701 in Nürnberg; † 12. Februar 1768 Ebenda) den Vater überlebte.

## Ehrungen
Am 12. Mai 1692 wurde Gottfried Thomasius mit dem akademischen Beinamen Vindicianus unter der Matrikel-Nr. 189 als Mitglied in die Leopoldina aufgenommen.